# Shatin, Vayots Dzor
Shatin là một đô thị thuộc tỉnh Vayots Dzor, Armenia. Dân số ước tính năm 2011 là 2045 người.